# Maltrato emocional
El maltrato emocional o psicológico se da en aquellas situaciones en las que los individuos significativos de quienes dependen las personas lo descalifican, humillan, discriminan, someten su voluntad o lo subordinan en distintos aspectos de su existencia  que inciden en su dignidad, autoestima e integridad psíquica y moral.

## Definición del maltrato emocional
El maltrato emocional o psicológico se da en aquellas situaciones en las que sujetos significativos, para la persona maltratada, lo hacen sentir mal, descalificado, humillado, discriminado, ignorando o menospreciando sus sentimientos, sometiendo su voluntad o subordinándolo en distintos aspectos de su existencia  que inciden en su dignidad, autoestima o integridad psíquica y moral.
Cuando se establece una relación entre dos personas, sea esta horizontal o vertical donde una alguna tiene poder sobre la otra, empieza a existir una responsabilidad afectiva, donde se debe saber que cualquier acción adrede o no puede generar un maltrato emocional.
Ejemplos de maltrato emocional son la miseria afectiva, el abandono emocional, la falta de empatía, la descalificación, la violencia verbal, los insultos, las amenazas, el control excesivo, la extorsión afectiva, la culpabilización, la presión económica, los sarcasmos, la coerción, las críticas destructivas, el desprestigio de los vínculos del sujeto (descalificación de sus amistades, familiares o pareja), el aislamiento emocional, las burlas y cualquier tipo de castigo que no sea físico.
El maltrato emocional puede venir acompañado de maltrato físico o no, pero cuando existe maltrato físico siempre se combina con el maltrato emocional.

## Consecuencias
Las consecuencias pueden ser sentimientos de humillación, vergüenza o culpa, depresión, baja autoestima, inestabilidad del sueño con pesadillas, automutilación, extrema dependencia afectiva, anorexia, bulimia y drogodependencia. Se puede llegar incluso a intentos de suicidio.
En el caso de los niños, el maltrato infantil se da porque los adultos significativos de los que depende el niño, es decir, sus padres, maestros, profesores o tutores, no establecen un vínculo positivo que estimule al niño y le proporcione bienestar emocional y psicológico. El niño maltratado padece descuido por parte de dichas figuras adultas quienes no lo protegen y no lo estimulan adecuadamente ni responden a sus necesidades afectivas y psíquicas. Las consecuencias pueden ser retraso madurativo, accidentes frecuentes, trastornos de aprendizaje, trastornos psicosomáticos y depresión.

## Indicadores
Algunos síntomas del maltrato emocional en los niños pueden ser los tics, miedos, fobias, llantos excesivos, temores de salir o de ir a la casa o a la escuela, comerse las uñas, tartamudeo, falta de interés en la escuela o de curiosidad, abulia, excesiva pasividad o hiperkinesia, agresividad y negativismo.
El maltrato emocional puede darse tanto en la familia, violencia doméstica, como en la pareja, violencia de pareja, tanto en la escuela como en el trabajo. El maltrato a las personas mayores incluye comportamientos o actitudes que conllevan denigración o daño; aunque en ocasiones estos se muestran explícitos, la mayor parte de las veces son sutiles y en muchas ocasiones no intencionados.